# Ruzizi
Ruzizi je řeka ve střední Africe. Vytváří přirozenou hranici mezi Demokratickou republikou Kongo na pravém břehu a Rwandou a Burundi na břehu levém. Je dlouhá 117 km. V řece žije obávaný lidožravý krokodýl Gustave.

## Průběh toku
Řeka spojuje jezera Kivu a Tanganika, přičemž na krátkém úseku její délky klesá z nadmořské výšky 1460 m na 773 m.

## Využití
Na řece byly vybudované dvě přehradní nádrže s vodními elektrárnami.
- Ruzizi I z roku 1958 se nachází při odtoku z jezera Kivu a její přenosová soustava s roční kapacitou 148 GWh přepravuje elektřinu přes stanici Mururu do Bubanzy a Kigomy.
- Ruzizi II byla dokončená v roce 1989 a je v správě všech tří států ležících na březích řeky.

Elektrická produkce těchto elektráren je nedostatečná a proto se plánuje dostavba další přehrady, Ruzizi III ve vzdálenosti asi 25 km níže po toku.